# أبواب مغلقة (مسلسل)
أبواب مغلقة هو مسلسل بوليسي قائم على رواية «البيت المائل» للكاتبة البريطانية الشهيرة أجاثا كريستي عرض في شهر رمضان المبارك 2016

## قصة المسلسل
هي تجربة جديدة على التلفزيون اليمني حيث تم اقتباس هذه الرواية لتناسب احداثها المجتمع اليمني من خلال قصة شيقة عن جريمة قتل تقع في فيلا لأسرة يمنية ثرية، حيث يتم قتل رب الأسرة مسموما ليصبح جميع سكان الفيلا متهمين بالقتل فتأمر الشرطة بإغلاق أبواب الفيلا حتى يتم التحقيق في الجريمة، وخلف هذه الأبواب المغلقة نكتشف كيف أن أهل الفيلا رغم انهم أسرة واحدة ولكن تجمعهم خلافات عميقة منذ سنوات وهذه الجريمة تخرج تلك الخلافات للعلن

## أبرز المممثلين
- هاشم السيد
- سالم العباب
- شروق
- سراب عادل[14]
- عمرو باسم
- نور عبد الله
- أحمد عبد الله حسين
- خالد حمدان
- هدى هاشم
- عبير عبد الكريم[15]
- هديل عبد الحكيم
- عقلان مرشد
- هدى حسن
- طه رائد
- محمد خالد

## روابط خارجية
صفحة المسلسل على موقع السينما.كوم